# Рублёво-Успенское шоссе
Рублёво-Успе́нское шоссе́ А106 (также Рублёвка, в прошлом  Звенигородский тракт, Царская дорога или дорога царей богоизбранных) — современная автомобильная дорога федерального значения в направлении Москва — Звенигород. Начинается отделением от Рублёвского шоссе на пересечении с МКАД, проходит вдоль Москвы-реки и заканчивается недалеко от Звенигорода.
А-106 — автодорога с усовершенствованным покрытием. Является одной из самых коротких федеральных автодорог, её длина составляет около 30 км. Практически на всём протяжении трасса имеет две полосы движения и ограничение скорости в 50-60 км/ч. Дорогу обслуживает 7-й отдел ГИБДД.
Исторически дорога именовалась «Царской», так как служила русским царям главным путём на богомолье в Звенигородский Саввино-Сторожевский монастырь.

## География
Рублёво-Успенское шоссе берет начало от Рублёвского шоссе у пересечения с улицей Академика Чазова в Москве, за 500 метров до МКАД, следует по Одинцовскому городскому округу вдоль Москва-реки в направлении Звенигорода. Заканчивается на правом берегу в районе пансионатов «Лесные дали» и «Поляны», недалеко от Звенигорода. Напрямую со Звенигородом трасса не связана.

## История

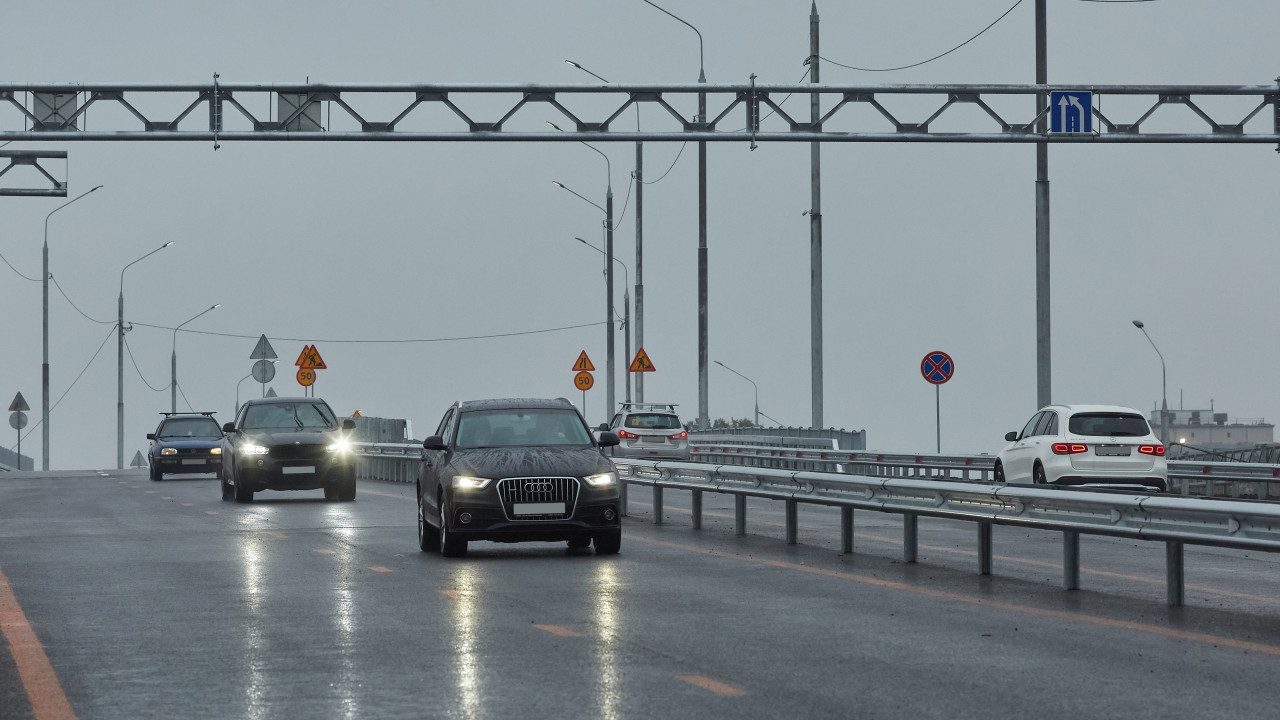
Один из участков Рублёво-Успенского шоссе

Возраст дороги составляет около 700 лет, по ней ездили ещё со времен Ивана Калиты. Современное Рублёво-Успенское шоссе является частью исторического пути из Руси на запад. В 1398 году в Звенигороде был заложен Саввино-Сторожевский монастырь, с этого момента дорога к нему из Москвы получила новое значение. В Рождественском соборе монастыря преподобный Савва благословлял на царство будущих правителей. Старца называли покровителем царей богоизбранных, он поддерживал только тех наследников, чьё право на престол было истинным. Так путь из Москвы на Звенигород стал называться «дорогой царей богоизбранных», или «Царской дорогой». Со времён правления Алексея Михайловича к мощам преподобного Саввы на богомолье ездил каждый будущий русский государь, традиция сохранялась несколько столетий.
Трасса Звенигородского тракта менялась с развитием Москвы. При Борисе Годунове она двигалась вдоль русла Москвы-реки. В более позднюю эпоху дорогу спрямили на участке нынешних Кунцева и Филей.
На протяжении своей истории дорога называлась разными производными от точки назначения: Звенигородский путь, тракт, шоссе. Рублёво-Успенской она стала только в XX веке. Село Рублёво, от которого появилось современное название, находится в стороне от трассы.
Согласно археологическим данным, верховья поймы Москвы-реки были заселены ещё в бронзовом веке. В средние века земли вдоль Звенигородского тракта покупали бояре и состоятельные придворные, которые хотели первыми приветствовать царские процессии на пути с богомолья в Москву. Например, при Алексее Михайловиче большое имение на тракте принадлежало Морозовым. Выезды Феодосии Морозовой по масштабам превосходили царские, за её личной упряжкой из 12 лошадей следовали не менее ста слуг.
В книгах Николая Карамзина встречаются описания окрестностей дороги. Их называли самыми живописными местами Подмосковья, русской Америкой, подразумевая нетронутую человеком природу и вековые леса.
В резиденции на Рублёво-Успенском шоссе в марте 1922 года Владимир Ленин написал в Политбюро известное письмо с призывом к «тотальному расстрелу духовенства».
После Октябрьской революции вдоль трассы располагались санаторий Совета министров СССР, дачи партийных руководителей. В последние годы перед распадом СССР и в последующее десятилетие здесь имели дачи Михаил Горбачёв и Борис Ельцин.
Со второй половины XX века недвижимость вдоль Рублёво-Успенского шоссе стала самой дорогой и престижной в Подмосковье. Слово «Рублёвка» в разговорной речи получило ироничное переносное значение, подразумевающее богатство с криминальным оттенком.

## Современность
С июля 2014 года по октябрь 2016 года был обновлён участок шоссе при подъезде к государственным дачам в районе Усова и Калчуги. В ходе реконструкции дорожное полотно расширили до 4-х полос, было построено два моста, установлены 194 мачты наружного освещения, два светофорных объекта и шумозащитные экраны для уменьшения шумового воздействия на прилегающую территорию. Эти работы позволили разгрузить участок, на котором чаще всего образовывались пробки в часы пик.
Следующий этап реконструкции шоссе был намечен на 2017 — 2020 годы. За это время планировалось обновить подъезд к Одинцову и создать развязку с Красногорским шоссе.
В настоящее время трасса проходит мимо следующих населённых пунктов:
- Раздоры
- Барвиха
- Жуковка
- Усово
- Калчуга (до 2016 года)
- Горки-2
- Бузаево
- Борки
- Николина гора
- Успенское
- Горки-10
- Дунино